# Melampsora hypericorum
Melampsora hypericorum är en svampart som först beskrevs av Augustin Pyrame de Candolle, och fick sitt nu gällande namn av Joseph Schröter 1871. Melampsora hypericorum ingår i släktet Melampsora och familjen Melampsoraceae.   Inga underarter finns listade i Catalogue of Life.